# Những người đã gặp
Những người đã gặp là phần tiếp của phim Chuyến xe bão táp do Trần Vũ đạo diễn, trình chiếu năm 1979.

## Nội dung
Tiếp phần trước, Sơn (Vũ Đình Thân) mất giấy báo nhập học, đến trường bị cán bộ Khởi (Bùi Cường) cản trở, phải nghỉ tạm qua đêm ở nhà Vân (Thanh Quý). Tuy nhiên, Vân xung khắc với anh chị (Minh Đức, Hữu Mười) khiến Sơn hiểu lầm và bỏ về giữa đêm. Hôm sau, Vân bắt xe đò lên Việt Trì tìm Sơn để tạ lỗi, nhưng bố Sơn (Trịnh Thịnh) tưởng họ có tư tình.
Hai con người bị cuốn vào cơn bão táp chạy chọt để chiếm một suất dự đại học Hà Nội và dần lạc mất nhau, cuộc đời họ kéo theo bao số phận khác lầm đường trong cơn mê xã hội những năm vừa vãn hồi hòa bình. Kết phim bỏ ngỏ như câu hỏi về cơ chế quan liêu đến bao giờ mới thôi hành hạ con người.

## Kĩ thuật
Bộ phim quay tại Hà Nội và Việt Trì năm 1977 đến năm 1979 thì công chiếu.

### Sản xuất
- Dựng phim: Nguyễn Bá Nghi
- Mĩ thuật: Phạm Quang Vĩnh
- Thu thanh: Đào Văn Biên
- Hóa trang: Nguyễn Thị Lam
- Chiếu sáng: Nguyễn Doãn Thọ
- Dựng cảnh: Phí Văn Tính
- Đạo cụ: Quang Nhật
- Bí thư trường quay: Trịnh Hồng Hạnh

### Diễn xuất
- Thanh Quý... Vân
- Vũ Đình Thân... Sơn
- Minh Đức... Giang
- Hữu Mười... Toàn
- Phương Thanh... Nga
- Văn Hòa... Ông Dũng - bố Nga
- Bích Vân... Mẹ Vân
- Trịnh Thịnh... Bố Sơn
- Thu An... Mẹ kế Sơn
- Bùi Cường... Khởi
- Diệu Thuần... Tâm
- Ý Lan... Mẹ Tâm
- Văn Châu... Bội
- Nguyễn Thị Ngọc... Vợ Bội
- Nông Ích Đạt
- Lân Bích
- Mạc Ninh
- Lan Hương

## Giải thưởng
| Năm  | Lễ trao giải                      | Hạng mục             | Đối tượng đề cử | Kết quả       | Nguồn |
| ---- | --------------------------------- | -------------------- | --------------- | ------------- | ----- |
| 1980 | Liên hoan phim Việt Nam lần thứ 5 | Phim truyện điện ảnh |                 | Bông sen vàng |       |
| 1980 | Liên hoan phim Việt Nam lần thứ 5 | Biên kịch xuất sắc   | Bành Bảo        | Đoạt giải     |       |
| 1980 | Liên hoan phim Việt Nam lần thứ 5 | Quay phim xuất sắc   | Trần Trung Nhàn | Đoạt giải     |       |